# オッキエッポ・スペリオーレ
オッキエッポ・スペリオーレ（伊: Occhieppo Superiore）は、イタリア共和国ピエモンテ州ビエッラ県にある、人口約2,800人の基礎自治体（コムーネ）。

## 地理

### 位置・広がり
| 隣接するコムーネは以下の通り。 - ビエッラ - カンブルツァーノ - ムッツァーノ - オッキエッポ・インフェリオーレ - ポッローネ - ソルデーヴォロ |

## 行政
- 代表: Emanuele Ramella Pralungo（2009年06月07日選出）

### 分離集落
オッキエッポ・スペリオーレには、以下の分離集落（フラツィオーネ）がある。
Galfione, Fiario, Pasquario, Villa 